# 邱祥聘
邱祥聘（1917年—2016年4月16日），男，四川汉源人，中国动物遗传育种学家，曾任四川农业大学教授、博士生导师。